# Friedrich Schmidtmann
Friedrich Schmidtmann (* 2. Februar 1913 in Mönchengladbach; † 20. Mai 1991 ebenda) war ein deutscher Komponist, Fagottist, Blockflötist und Musikwissenschaftler. Er komponierte Opern, Orchester- und Chorwerke.

## Werke
- Der schöne Teilnahmslose. Einakter für eine Frauenstimme, Klavier, Schlagzeug und Metronom (Uraufführung 1956). Text: Jean Cocteau
- Kain. Oper. Libretto: Friedrich Schmidtmann, Georg Gordon, Lord Byron. (Uraufführung 1952)
- Der Steinbruch. Oper. Libretto: Erich Bormann (Uraufführung 1949)